# مایکل دیکمان
مایکل دیکمان (به انگلیسی: Michael Diekmann) (زاده ۲۳ دسامبر ۱۹۵۳) کارآفرین و مدیر ارشد اجرایی آلمانی است، که از سال ۲۰۰۳ به‌عنوان مدیر عامل اجرایی شرکت آلیانتس فعالیت می‌نماید. 
وی از سال ۱۹۸۸ به این شرکت پیوست و زمانی‌که از سوی هیئت مدیره به ریاست شرکت برگزیده شد، آلیانتس در آستانه ورشکستگی قرار داشت، ولی در کمتر از یک سال، این شرکت با مدیریت دیکمان، به سوددهی رسید. شرکت آلیانتس هم‌اکنون به‌عنوان یکی از بزرگترین شرکت‌های بیمه جهان شناخته می‌شود.